# Likovna kolonija Colorit
Likovna kolonija Colorit je susret slikara koji organizira Hrvatsko kulturno-umjetničko društvo «Vladimir Nazor» iz Sombora. Ova je manifestacija jedna od najznačajnijih manifestacija u okviru programa rada ovod društva. Održava se od 2003. godine. Manifestacija traje jedan dan.
Na 13. Koloritu koji se održao 24. kolovoza 2015. odazvalo se petnaest slikara svih generacija,iz Hrvatske Andrija Bošnjak, iz Subotice Anđelka Dulić, Josipa Križanović, Josip Cvijin i Ivan Šarčević, i Sombora, Stipan Kovač, Marija Turkalj, Milorad Rađenović, Slobodan Veselinović, Jene Višinka, Slobodan Nastasić, Stana Libić, Veroljub Pavič, Branka Panić i Dušanka Raduka.